# Струтинівка
Струтинівка — село в Україні, у Градизькій селищній громаді Кременчуцького району Полтавської області. Населення становить 14 осіб.

## Географія
Розташоване за 50 км від райцентру Глобине. Імовірно, історична назва села - Трутинівка (так воно фігурує на старих картах, також саме ця назва вживається місцевим населенням), літера С додалася в результаті помилки в документах.
Село Струтинівка знаходиться на лівому березі одного з русел річки Крива Руда, вище за течією на відстані 4 км розташовано село Степанівка, нижче за течією на відстані 1 км розташовано село Проценки. Поруч проходить траса національного значення Н08 Бориспіль—Кременчук—Дніпро—Запоріжжя.
Площа населеного пункту — 45 га.

## Населення
Населення села станом на 1 січня 2010 року становить — 14 осіб у 10 дворах.
- 2001 — 57
- 2010 — 14

### Мова
Розподіл населення за рідною мовою за даними перепису 2001 року:
| Мова       | Кількість | Відсоток |
| ---------- | --------- | -------- |
| українська | 56        | 98.25%   |
| російська  | 1         | 1.75%    |
| Усього     | 57        | 100%     |